# Put Svetog Jakova (francuski put)
Put Svetog Jakova (francuski put) (španjolski: Camino de Santiago Francés ili samo Camino Francés ) ruta je Puta svetog Jakova, duga oko 800 km, koju prelaze hodočasnici iz pravca Francuske na putu koji vodi u Santiago de Compostelu, grad u kojem se nalaze moći svetog apostola Jakova. Pored Camino Francésa postoje i druge rute prema Santiago de Composteli i to: Engleski, Portugalski, Katalonski, Sjeverni, Baskijski kao i još neki pravci. Ipak Camino Francés je najfrekventniji od svih.
Vijeće Europe mu je 1987. god. dodijelilo titulu "Glavne ulice Europe". UNESCO je 1993. god. proglasio španjolski i francuski dio puta za Santiago UNESCO-ovom svjetskom kulturnom baštinom.

## Povijest
Nastanak klasičnog Camino Francésa, koji vodi od Pirineja ka Santiagu, vezan je s prvom polovinom 11. stoljeća. Godine 1118. je zapisano da je Sancho III. Garcés (1004–1035), kralj od Navarre stvorio predispozicije za pravljenje Puta. Prvo spominjanje korištenja puta vezano je za 1047. godinu. Ista ta ruta koristila se prije od strane hodočasnika koji su išli u Rim i povezivala je kraljevske gradove  Jaca (Huesca), Pamplonu (Navarra), Burgos i León.

## Ruta Puta
Klasični Camino Francés počinje na Pirinejima u francuskom gradu Saint-Jean-Pied-de-Port udaljenom oko 769 km od Santiaga,  iako u zadnje vrijeme i druga mjesta tvrde da Camino Francés počinje u njima. Svi ti manji putevi ujedinjuju se u mjestu Puente la Reina. Naravno hodočasnici mogu i odstupati od rute ako žele razgledati znamenitosti koje nisu na klasičnom Camino Francésu. Tijekom puta prolazi se najviše životopisnim pejzažima ali je i nekoliko većih gradova ukompnirano u rutu kao mjesta gdje se mogu razgledati znamenitosti i tamo prespavati. Najpoznatija veća mjesta su zasigurno: Pamplona, Burgos, León, Astorga, Portomarín i naravno Santiago de Compostela. U Leónu se Camino Francésu pridružuje ogranak Puta Svetog Jakova koji počinje u Oviedu (španjolski. Camino de la Costa).
Na samom putu je tijekom 11. i 12. stoljeća napravljen veći broj crkava u čast Svetog Jakova ali i prenoćišta (španjolski. Albergue). Osim toga postoji i veliki broj drugih kulturnih vrjednota na Camino Francésu. U manjim mjestima na Putu se skoro uvijek nalazi hodočasnička ulica  „Calle del Camino“ ili crkva Svetog Jakova „Iglesia de Santiago“.
Duljina puta varira u različitim publikacijama ali za klasični Camino Francés uzima se onaj Put koji započinje u Saint-Jean-Pied-de-Portu i koji je smješten 769 km od Santiaga.

### Detaljan opis Puta
Cijeli Put se prelazi u prosjeku za 30 dana što daje dnevni prosjek od nekih 26 km po danu. Naravno postoje dani kada se može više preći ako to dozvoljava konfiguracija terena, ali i oni dani kada su hodočasnici usporeni kišom, snijegom, bolešću, umorom. U principu se Put spušta prema moru cijelo vrijeme ali postoje dionice kad se Put uspinje.
| Br. | km od Saint-Jean | km do Santiago | Udaljenost | Početak                     | Mjesta na Putu | Kraj                        | Napomena i oblast                                                      |
| --- | ---------------- | -------------- | ---------- | --------------------------- | --- | --------------------------- | ---------------------------------------------------------------------- |
| 1   | 0                | 769            | 25         | Saint-Jean-Pied-de-Port     | Valcarlos, Puerto de Ibañeta                                                                                                   | Roncesvalles                | Granica Francuske - Španjolske; Pirineji, Navarra                      |
| 2   | 25               | 744            | 21,5       | Roncesvalles                | Burguete, Espinal (Navarra), Bizkarreta-Gerendiain, Lintzoain,                                                                 | Zubiri                      | Navarra                                                                |
| 3   | 46,5             | 722,5          | 22         | Zubiri                      | Larrasoaña, Zuriáin, Iroz, Zabaldica, Villava, Burlada                                                                         | Pamplona                    | Navarra                                                                |
| 4   | 68.5             | 700,5          | 23,5       | Pamplona                    | Cizur Menor, Guendulain, Zariquiegui, Alto del Perdón, Uterga, Muruzabal, Obanos                                               | Puente la Reina             | Ovdje se Camino Francés ujedinjuje s aragonskom granom Puta, Navarra   |
| 5   | 92               | 677            | 22         | Puente la Reina             | Mañeru, Cirauqui, Lorca (Navarra), Villatuerta                                                                                 | Estella                     | Navarra                                                                |
| 6   | 114              | 655            | 22         | Estella                     | Irache, Azqueta, Villamayor de Monjardín                                                                                       | Los Arcos                   | Navarra                                                                |
| 7   | 136              | 633            | 28         | Los Arcos                   | Viana | Logroño                     | Navarra                                                                |
| 8   | 164              | 605            | 29         | Logroño                     | Navarrete (Rioja) | Najera                      | La Rioja                                                               |
| 9   | 193              | 576            | 21         | Nájera                      | Azofra, Cirueña | Santo Domingo de la Calzada | Od Azofra varijanta prema Cañasu za San Millán de la Cogolla, La Rioja |
| 10  | 214              | 555            | 23         | Santo Domingo de la Calzada | Grañón, Redecilla del Camino, Castildelgado, Villamayor del Río                                                                | Belorado                    | La Rioja i Burgos                                                      |
| 11  | 237              | 532            | 24         | Belorado                    | Tosantos, Villambistia, Espinosa del Camino, Villafranca Montes de Oca                                                         | San Juan de Ortega          | Burgos                                                                 |
| 12  | 261              | 508            | 28         | San Juan de Ortega          | Agés, Atapuerca, Cardeñuela, Orbaneja Ríopico, Villafría de Burgos                                                             | Burgos                      | Burgos                                                                 |
| 13  | 289              | 480            | 40         | Burgos                      | Villalbilla de Burgos, Tardajos]], Rabé de las Calzadas, Hornillos del Camino, San Bol, Hontanas, San Anton de Castrojeriz     | Castrojeriz                 | Burgos                                                                 |
| 14  | 329              | 440            | 23         | Castrojeriz                 | Puente de Itero, Itero de la Vega, Boadilla del Camino                                                                         | Frómista                    | Burgos i Palencia                                                      |
| 15  | 352              | 417            | 19         | Frómista                    | Población de Campos, Villarmentero de Campos, Villalcázar de la Sirga                                                          | Carrión de los Condes       | Palencia                                                               |
| 16  | 371              | 398            | 39         | Carrión de los Condes       | Calzadilla de la Cueza, Ledigos, Terradillos de los Templarios, Moratinos, San Nicolás del Real Camino                         | Sahagún                     | Palencia                                                               |
| 17  | 410              | 359            | 19,5       | Sahagún                     | Calzada del Coto, Bercianos del Real Camino                                                                                    | El Burgo Ranero             | Od Calzada del Coto paralelan pravac preko Via Traiana, León           |
| 18  | 429,5            | 339,5          | 38         | El Burgo Ranero             | Reliegos, Mansilla de las Mulas, Villamoros, Puente de Villarente, Arcahueja, Valdelafuente                                    | León                        | U Leónu počinje "obilaznica" za Camara Santu u Oviedu, León            |
| 19  | 467,5            | 301,5          | 24         | León                        | Trobajo del Camino, Virgen del Camino, Valverde de la Virgen, San Miguel del Camino                                            | Villadangos del Páramo      | León                                                                   |
| 20  | 491,5            | 277,5          | 28         | Villadangos del Páramo      | San Martín del Camino, Hospital de Órbigo, Villares de Órbigo, Santibáñez de Valdeiglesia, San Justo de la Vega                | Astorga                     | León                                                                   |
| 21  | 519,5            | 249,5          | 20         | Astorga                     | Murias de Rechivaldo, Santa Catalina de Somoza, El Ganso                                                                       | Rabanal del Camino          | León                                                                   |
| 22  | 539,5            | 229,5          | 32,5       | Rabanal del Camino          | Foncebadon, Cruz de Ferro, Manjari, El Acebo, Riego de Ambros, Molinaseca                                                      | Ponferrada                  | León                                                                   |
| 23  | 572              | 197            | 23         | Ponferrada                  | Columbrianos, Camponaraya, Cacabelos                                                                                           | Villafranca del Bierzo      | León                                                                   |
| 24  | 595              | 174            | 30         | Villafranca del Bierzo      | Pereje, Trabadelo, La Portela de Valcarce, Ambasmestas, Vega de Valcarce, Ruitelan, Las Herrerías, La Faba, Laguna de Castilla | O Cebreiro                  | León i Lugo                                                            |
| 25  | 625              | 144            | 36,5       | O Cebreiro                  | Liñares, Hospital de la Condesa, Padornelo, Alto do Poio, Fonfría, As Pasantes, Biduedo, Ramil, Triacastela, Samos], Calvor    | Sarria                      | Lugo                                                                   |
| 26  | 661.5            | 107,5          | 21         | Sarria                      | Barbadelo, Mercado de Serra, Brea, Ferreiros, Vilachá                                                                          | Portomarín                  | Lugo                                                                   |
| 27  | 682,5            | 86,5           | 24,5       | Portomarín                  | Gonzar, Ligonde | Palas de Rei                | U Palas del Rei ujedinjene s Caminom Primitivo, Lugo                   |
| 28  | 707              | 62             | 25,5       | Palas de Rei                | San Xulián do Camiño, Leboreiro, Furelos, Melide, Boente, Castañeda, Ribadiso                                                  | Arzúa                       | Lugo i La Coruña                                                       |
| 29  | 732,5            | 36,5           | 36,5       | Arzúa                       | Santa Irene, Amenal, Lavacolla, Monte de Gozo                                                                                  | Santiago de Compostela      | La Coruña                                                              |

### Smještaj, prehrana i zanimljivosti
Tijekom cijeloga Camino Francésa nalaze se prenoćista (albergue) u kojima se za mali novac može prespavati. Cijene noćenja kreću se od 5 do 12 € (srpanj 2012). Na cijelom Putu važe neka pravila: posjedovanje hodočasničke putovnica uvjet je za noćenje, jedna osoba ne može dva dana boraviti u istom prenoćistu (izuzev ako je bolesna), u ranim jutarnjim satima (najčešće do 8 h) se prenoćiste mora napuštati, nema kasnih lijeganja (albergue se zaključavanju u 21 - 22 h) i uznemiravanja drugih hodočasnika i sl.
Postoje i hodočasničke putovnice (credencial) koje se trebaju nabaviti u prenoćištima i u koje se udaraju pečati u svakoj crkvi ili prenoćištu na Putu. Ta iskaznica se kasnije pokazuje u Santiagu de Composteli i preduvjet je dobivanja diplome hodočasnika (španjolski: Compostela). Pored toga moraju biti ispunjeni i sljedeći uvjeti: prijeći najmanje 100 km pješice, odnosno 200 km biciklom ili konjem.
Španjolska je poznata po dobroj hrani i tijekom cijeloga puta kako se mijenjaju pejzaži tako varira i prehrana. U pravilu svaki restoran ima i "hodočasnički menu" u koji ulaze španjolski specijaliteti, pola litre vina i desert, i koji košta oko 8 - 12 € (Cijene iz srpnja 2012.).
Tijekom cijelog puta može se vidjeti žuta strelica koja pokazuje pravac prema Santiagu a kako se put bliži odredištu svakih pola kilometra može se pročitati udaljenost do Santiaga na kamenju ukopanom pored Puta.

## Vanjske poveznice
- Stranica Centro Virtual Cervantes s detaljnim opisima svih povijesnih mjesta i zdanja na Camino Francésu (na španjolskom)
- Službene novine Puta Svetog Jakova   Arhivirana inačica izvorne stranice od 17. rujna 2010. (Wayback Machine) (na španjolskom)
- El Camino Francés (Gronze). Detaljan opis: nastanka, udaljenosti, prenoćišta, gradova i manjih mjesta, kao i drugih zanimljivosti na Camino Francésu
- Camino Navarrais (na francuskom)